# Thaumacia
Thaumacia (en grec ancien Θαυμακία ou Θαυμακίη) est une ville de Grèce antique située en Magnésie, dans la région antique de Thessalie. 
Dans l’Iliade, Thaumacia est mentionnée au chant II dans le Catalogue des vaisseaux : c'est l'une des quatre villes qui envoient des vaisseaux sous le commandement du héros achéen Philoctète pendant la guerre de Troie. Selon la tradition antique, elle aurait été fondée par Thaumacos, fils de Péas,,. Strabon la situait sur la même portion de litoral que celle où s'élevaient les villes d'Olizon et de Mélibée. L'auteur romain Pline l'Ancien la situe également en Magnésie.
De nos jours, Thaumacia n'est pas localisée avec certitude. On suppose qu'elle pourrait s'être trouvée dans l'actuelle Theotokou, près de Liri,.